# 大村徳敏
大村 徳敏（おおむら のりとし、1876年〈明治9年〉4月5日 - 1923年〈大正12年〉3月23日）は、明治期の実業家、華族。子爵。

## 経歴
公爵・毛利元徳の六男。旧姓名は毛利六郎。大村益次郎（永敏）の孫・寛人の養子となる。明治25年（1892年）10月13日、大村家の家督を相続した。1893年（明治26年）6月13日、曾祖父と実父より1字ずつ取って名を徳敏と改める。慶應義塾幼稚舎に学び、実業界で活躍した。

## 栄典
- 1896年（明治29年）4月10日 - 従五位[3]

## 系譜
出典が無いものは、霞会館 1996, p. 328を参照している。
- 妻：大村梅 - 福原芳山長女
  - 長男：大村泰敏
  - 長女：戸田静子 - 戸田忠孝夫人

### 官報
- 『官報』第2986号、1893年6月14日。
- 『官報』第3832号、1896年4月11日。